# Przeprowadzka (American Horror Story)
„Przeprowadzka” (tytuł oryginalny: „Pilot”) – odcinek pilotowy amerykańskiego serialu telewizyjnego American Horror Story. Zarazem jest to pierwszy odcinek pierwszego sezonu, American Horror Story: Murder House. Został wyreżyserowany przez Ryana Murphy’ego, który wraz z Bradem Falchukiem napisał scenariusz. Premiera odcinka odbyła się 5 października 2011 roku na antenie stacji telewizyjnej FX. W Polsce stacja Fox wyemitowała go po raz pierwszy 12 listopada 2011 roku.

## Streszczenie fabuły
1978
Dwóch bliźniąt, Bryan i Troy, chcą dokonać w pewnym domu wandalizmu przy użyciu kijów bejsbolowych. Na posesji pojawia się Adelaide Langdon, która ostrzega ich, by nie wchodzili do środka, bo umrą. Chłopcy ignorują ją i udają się do domu, gdzie rozbijają drewno i szkło. W piwnicy znajdują słoiki ze szczątkami zwierząt i ludzkimi płodami, a także zakrwawione narzędzia chirurgiczne. Bryan, zniesmaczony zapachem, chce opuścić piwnicę, jednak orientuje się, że Troy zaginął. Niespodziewanie znajduje brata z gardłem podciętym przez Infantatę.
2010
Vivien Harmon zwierza się ginekologowi, doktorowi Dayowi, że ze względu na niedawne poronienie cierpi na depresję. Po powrocie do domu kobieta słyszy hałas z piętra. Podejrzewając, że do rezydencji wdarł się intruz, dzwoni na policję i idzie na górę z nożem kuchennym. Okazuje się, że jej mąż, Ben, uprawia seks z jedną ze swoich studentek.
2011
Ben, Vivien, ich nastoletnia córka Violet i pies Hallie jadą do Los Angeles, gdzie zatrzymują się w tym samym domu, w którym zginęli Bryan i Troy. Marcy, pośredniczka w obrocie nieruchomościami, opowiada im o historii domu, w tym o poprzednich właścicielach – parze gejów, którzy popełnili samobójstwo w piwnicy. Wkrótce Harmonowie się wprowadzają. Ben i Vivien mają napięte relacje, zaś Violet jest w szkole prześladowana przez trzy dziewczyny, na czele których stoi Leah.
Vivien niespodziewanie odwiedzają nieproszone sąsiadki: Adelaide wraz z matką, Constance. Ben, pracujący w domu jako psychiatra, przyjmuje Tate’a, nastolatka fantazjującego o zabiciu kolegów i koleżanek z klasy. Po zakończonej sesji Tate poznaje Violet. W nocy nagi Ben lunatykuje. Nazajutrz Vivien zatrudnia do pracy jako pomoc domowa Moirę O’Harę, która twierdzi, że pracowała tu od lat. Vivien i Violet widzą ją jako starszą kobietę, zaś Ben jako młodszą, uwodzącą go. Ben, przyłapując Tate’a i Violet na spędzaniu wspólnie czasu w jej sypialni, każe chłopcu opuścić dom. Po wyjściu spod prysznica spotyka Moirę, masturbującą się w salonie. Następnie sam się masturbuje i widzi, że jest podglądany przez mężczyznę z twarzą częściowo zabliźnioną po spaleniu. Zaczyna go ścigać, okazuje się jednak, że mężczyzna uciekł.
Następnego dnia Vivien słyszy hałas i widzi, że szafka i drzwi lodówki same się otwarły. Nagle w kuchni zjawia się Adelaide, której Vivien zakazuje przychodzić do ich domu, dotykając przy tym jej twarzy. Niespodziewanie do kuchni wchodzi Constance, żądając od Vivien, by nigdy więcej nie dotykała jej córki. Moira przychodzi do gabinetu Bena i zaczyna go uwodzić, co widzi Violet. Po szkole nastolatka przyprowadza do domu Leah, która wchodzi do piwnicy, gdzie zostaje skaleczona przez Infantatę. Violet, myśląc, że za atak odpowiada Tate, jest na niego zła. Mimo braku wybaczenia zdrady Bena, Harmonowie po raz pierwszy od prawie roku uprawiają seks. Później Vivien przygotowuje się do spania, gdy do sypialni przychodzi postać w lateksowym stroju, który wcześniej znalazła na strychu. Podejrzewając, że to przebrany Ben, uprawia z nim seks. Jej mąż tymczasem lunatykuje i nieświadomie podpala dom, zostaje jednak powstrzymany przez Constance.
Nazajutrz Ben uprawia jogging, podczas którego ponownie spotyka mężczyznę z zabliźnioną twarzą, przedstawiającego się jako Larry Harvey. Larry mówi, że kiedyś był właścicielem domu Harmonów i trafił do więzienia za podpalenie rodziny, do którego doprowadziły go szepczące głosy. Ben żąda od Harveya zostawienia jego rodziny w spokoju. Moira przyłapuje Constance, oglądającą w pokoju Vivien jej biżuterię. Vivien wraca do domu i, ku uciesze Bena, zdradza mu, że jest w ciąży.

## Obsada i bohaterowie
Obsada główna
- Connie Britton jako Vivien Harmon
- Dylan McDermott jako Ben Harmon
- Evan Peters jako Tate Langdon
- Taissa Farmiga jako Violet Harmon
- Denis O’Hare jako Larry Harvey
- Jessica Lange jako Constance Langdon

Obsada gościnna
- Frances Conroy jako Moira O’Hara (starsza)
- Alexandra Breckenridge jako Moira O’Hara (młodsza)
- Christine Estabrook jako Marcy
- Jamie Brewer jako Adelaide Langdon
- Shelby Young jako Leah
- Andy Umberger jako doktor Day
- Bianca Lawson jako Abby
- Christian Serratos jako Becca

W pozostałych rolach
- Melanie Cruz jako nauczycielka
- Katelyn Reed jako Adelaide Langdon (młodsza)
- Riley Schmidt jako Rubber Man
- Bodhi Schulz jako Troy
- Kai Schulz jako Bryan
- Ben Woolf jako Infantata

## Produkcja

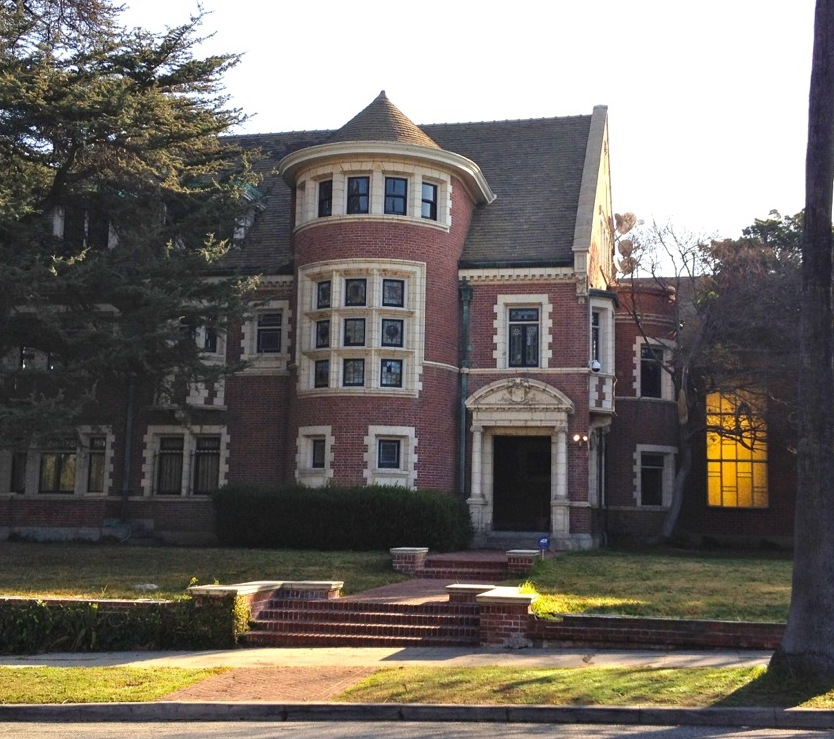
Dom, w którym kręcono odcinek

W lutym 2011 roku stacja telewizyjna FX ogłosiła zamówienie na odcinek pilotażowy stworzony przez Ryana Murphy’ego i Brada Falchuka, którzy napisali ponadto scenariusz. Murphy zajął się również reżyserią. Rozpoczęcie zdjęć zaplanowano na kwiecień tego samego roku. W lipcu stacja poinformowała o zamówieniu całego sezonu American Horror Story. Zdjęcia do odcinka pilotażowego odbyły się w domu w dzielnicy Country Club Park w Los Angeles, zbudowanym w 1910 roku przez Alfreda Rosenheima, prezesa oddziału American Institute of Architects w mieście. Budynek zaprojektowano w stylu Tudorów i gotyckim. Na potrzeby zdjęć do pozostałych odcinków Murder House zbudowano wierną replikę domu w studiu filmowym wytwórni Paramount Pictures.

Zawsze bardzo mnie intryguje, gdy ludzie mówią, że w pilocie za dużo się dzieje. Według mnie, pilot serialu jest jak odbitka całości i zawsze lubię, gdy ma dużo bohaterów i historii. Gdy już się ma takich aktorów, jak my, trzeba dla nich stworzyć naprawdę dobre, emocjonalne, mocne historie – i to właśnie robimy.

## Recenzje
„Przeprowadzka” zdobyła w większości pozytywne recenzje. Według serwisu Rotten Tomatoes, 75% recenzji było pozytywne, zaś na stronie Metacritic odcinek zdobył 62 punkty (na 100 możliwych) na podstawie 30 opinii krytyków.

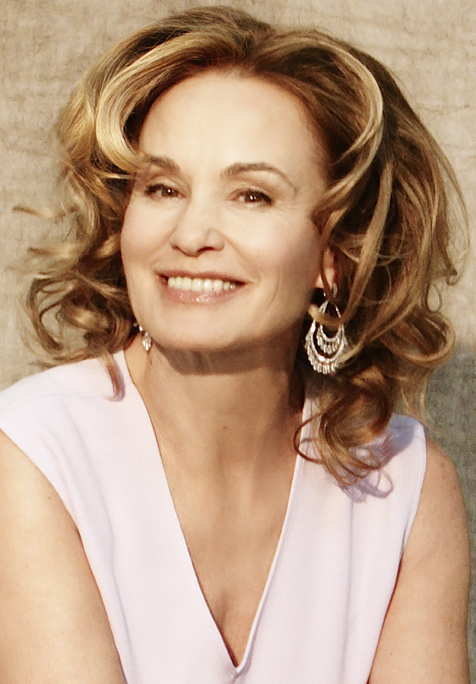
Krytycy w szczególności chwalili kreację Jessiki Lange

Julieanne Smolinski z portalu Vulture nazwała pilot „całkiem dobrym”. Ron Hogan z serwisu Den of Geek szczególnie pochwalił grę aktorską i montaż, podsumowując: „Premierowy odcinek był tak gęsto upakowany, że aż nie mogę się odczekać, aż zacznę odpakowywać serial”. Krytyk z gazety „The Washington Post” pochwalił „urzekający styl” i grę Jessiki Lange. Christian Law z portalu We Got This Covered napisał: „Odcinek pilotażowy jest czymś, czego szybko nie zapomnę i już staram się rozwikłać mnóstwo tajemnic, które nam zaserwował. Serial jest zdumiewającym przykładem na to, jak skutecznie straszyć widza”. Matt Fowler z serwisu IGN napisał: „To jest zdecydowanie serial, który się albo kocha, albo nienawidzi, i choć nie jest idealny, przyznam, że stanowi natarczywy, wywrotowy telewizyjny eksperyment (...). Najbardziej ekscytujące jest to, że już teraz widać ogrom historii, które ma za sobą ten dom, a na podstawie krótkich przebłysków wnioskuję, że odkrywanie ich będzie diabelską przejażdżką”. Chuck Barney z „The Mercury News” podsumował swoją recenzję: „Większość seriali szybko znika z naszej pamięci, ale ten będzie nas nawiedzał w  snach”. Jonathan Storm z „The Philadelphia Inquirer” ocenił: „American Horror Story może nie wyląduje wysoko w rankingu seriali, ale jego fani z pewnością będą chcieli przeciąć się na pół, udusić w wannie lub poderżnąć sobie gardła (...), jeśli go przegapią”.
David Wiegand z „San Francisco Chronicle” napisał: „Zwroty akcji w zestawie z niepokojąco gwałtowną grą kamerą (...) sprawiają, że elementy horrorowe robią wrażenie. W premierowym odcinku brakuje jednak suspensu, który Hitchcock wprowadzał do swoich najlepszych filmów”. Todd VanDerWerff i Steve Heisler z czasopisma „A.V. Club” wystawili odcinkowi ocenę D, argumentując, że jego tempo jest zbyt szybkie, a akcja – nadmiernie chaotyczna. Ich zdaniem, w konsekwencji wpływa to na typowy u Ryana Murphy’ego „brak zainteresowania konkretnym opowiadaniem historii”.

## Oglądalność
Podczas premierowej emisji w Stanach Zjednoczonych, która odbyła się 5 października 2011 roku o godzinie 22, „Przeprowadzkę” oglądało około 3,184 miliona osób. Przełożyło się to na wskaźnik AMR na poziomie 1,6 w grupie docelowej 18–49 lat spośród programów telewizji kablowej tego dnia. Pod względem udziału był to najpopularniejszy program dnia, zaś pod względem samej oglądalności – trzeci. Emisję powtórkową o godzinie 23 obejrzało 1,412 osób, co przełożyło się na AMR na poziomie 0,7 (trzynasty wynik dnia). „Przeprowadzka” odnotowała najwyższą oglądalność spośród odcinków pilotażowych w szesnastoletniej historii FX. Co więcej, przyczyniła się do faktu, że październik 2011 roku był miesiącem z największą oglądalnością w historii stacji.
W listopadzie pilot wyemitowały stacje telewizyjne należące do Fox Networks Group w 59 krajach. Łączna oglądalność przekroczyła 3,2 miliona osób, zaś wskaźnik AMR wyniósł średnio 5,9. W większości państw był to najwyższy lub drugi wynik w telewizji kablowej danego dnia.
| Terytorium        | Stacja telewizyjna | Widzów    | AMR   |
| ----------------- | ------------------ | --------- | ----- |
| Stany Zjednoczone | FX                 | 3 184 000 | 1,6   |
| Argentyna         | FX                 | 119 480   | 1,53  |
| Bułgaria          | Fox Life           | 28 355    | 0,43  |
| Hiszpania         | Fox                | 180 000   | 0,83% |
| Kolumbia          | FX                 | 143 340   | 1,13  |
| Meksyk            | FX                 | 177 870   | 1,09  |
| Wielka Brytania   | FX                 | 128 200   |       |
| Włochy            | Fox                | 224 000   | 1,2%  |